# Китайська капуста
Китайська капуста — загальна назва рослин пекінської капусти і Бок-Чоя, які широко використовуються в китайській кухні.
Обидві ці рослини є сортами ріпи (лат.: brassica rapa) і належать до того ж роду, що і капуста, броколі і цвітна капуста. Обидва різновиди мають безліч назв, залежно від регіону.

## Історія
Традиційно китайську капусту вирощували в дельті Янцзи. А в часи династії Мін натураліст, лікар і фармаколог Лі Шичжень почав використовувати ці рослини в медичних цілях. Сорт, який культивувався в провінції Чжецзян, в XIV столітті був завезений на північ, і незабаром врожаї пекінської капусти в північних регіонах набагато перевищили показники на півдні. Тоді пекінська капуста була повторно завезена на південь через Великий китайський канал, і незабаром торгівля даним продуктом велася по всьому південному Китаю.
Пекінська капуста стала одним з основних інгредієнтів знаменитої маньчжурської страви суан каї, китайського варіанту квашеної капусти. А в корейській кухні страва перетворилася в Кімчі. Під час завоювання японцями Маньчжурії пекінська капуста прижилася в Японії.
Бок-чой існував як відокремлений різновид китайської капусти протягом багатьох століть. На даний момент обидва сорти продаються в супермаркетах в багатьох країнах Азії, Європи і Північної Америки.

## Пекінська капуста

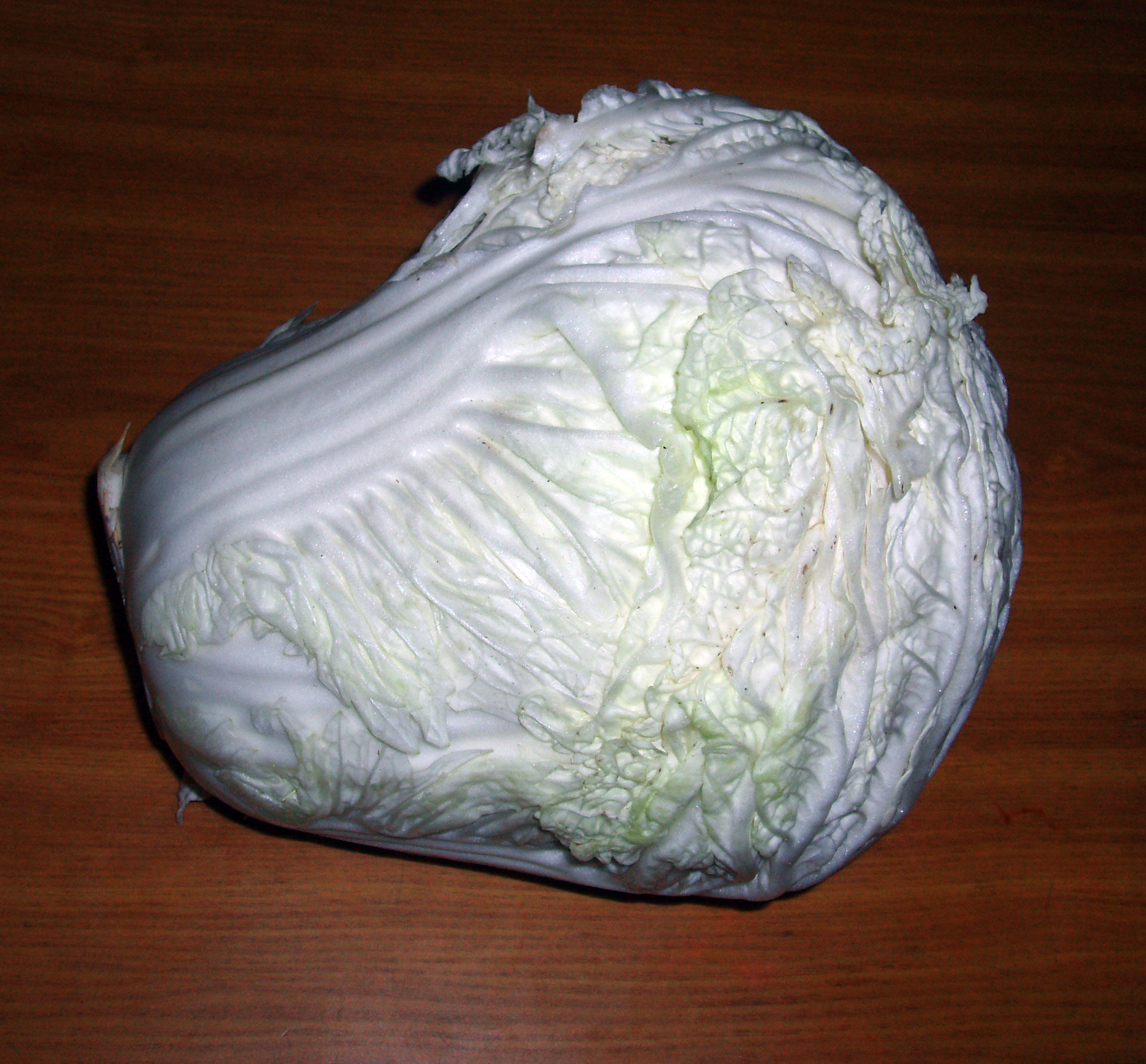
Пекінська капуста

Пекінська капуста більш популярна — особливо за межами Азії. У неї широкі блідо-зелені листя з білими стеблами, які згорнуті в пухкий витягнутий качан. Крім квашення, пекінську капусту часто використовують у салатах.

## Бок-чой

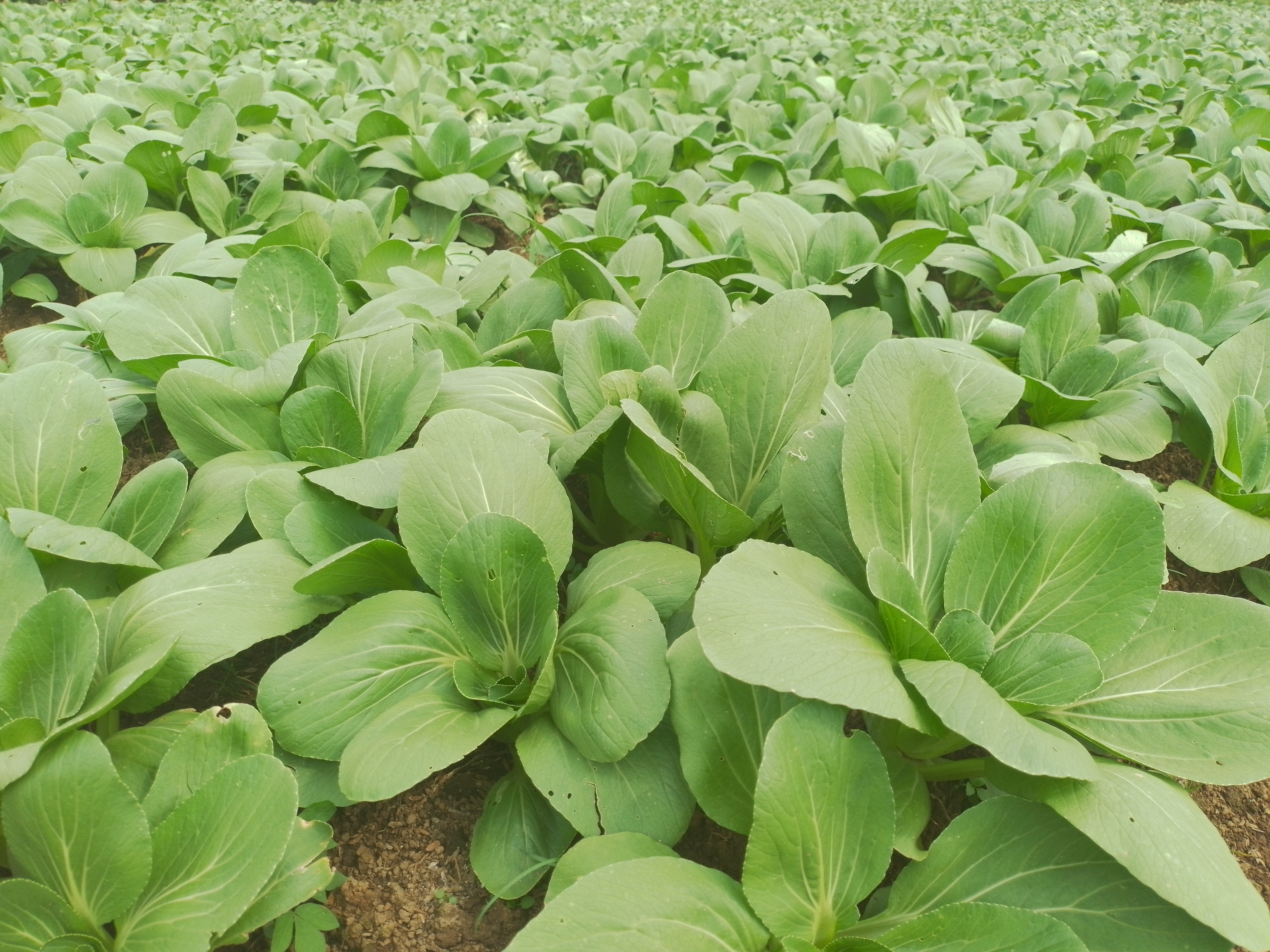
Бок-чой

Бок-чой не утворює качана, і його темно-зелене листя на м'ясистих стеблах розташовуються навколо невеликої бруньки. Бок-чой значно менше пекінського різновиду. Його готують на пару, смажать і додають в супи і салати.